# Bronopol
Bronopol (mezinárodní nechráněný název; systematicky 2-brom-2-nitropropan-1,3-diol) je bílá až nažloutlá organická sloučenina používaná jako protimikrobiální látka.
Bronopol se začal používat na začátku 60. let 20. století jako konzervační látka v lécích. Vzhledem k nízké toxicitě a vysoké účinnosti proti bakteriím, obzvláště gramnegativním, našel bronopol využití jako konzervant v řadě výrobků, jako jsou šampony a další kosmetika. Později našel využití i v průmyslu, například v papírnách a při dezinfekci vody.

## Výroba
Bronopol se vyrábí bromací di(hydroxymethyl)nitromethanu, získaného nitroaldolovou reakcí z nitromethanu. Ročně se této látky vyrobí okolo 5 000 tun.

## Použití
Bronopol se používá jako účinný konzervant ve výrobcích pro domácnosti i průmysl (v podstatě všechna průmyslová potrubí mohou být prostředím, kde se množí bakterie, čímž vzniká sliz a dochází ke korozi - v mnoha případech tomu může zabránit použití bronopolu).
V prostředcích osobní hygieny se používání této látky od 80. let 20. století omezuje, protože se z ní mohou tvořit nitrosaminy. Přestože samotný bronopol není nitrosačním činidlem, tak v podmínkách, kdy se rozkládá (v zásaditých roztocích a/nebo za vyšších teplot) může uvolňovat dusitanové ionty a malá množství formaldehydu, která následně reagují se sekundárními aminy za vzniku nitrosaminů.
Tvorbě nitrosaminů lze zabránit odstraněním bronopolu, či aminů nebo amidů, nebo použitím inhibitorů.

## Vlastnosti

### Vzhled
Bronopol se dodává v podobě krystalů nebo krystalického prášku, který může být bílý až světle žlutý; žluté zbarvení způsobuje chelatace železa během výroby.

### Teplota tání
Čistý bronopol má teplotu tání přibližně 130 °C; vzhledem k jeho polymorfii u něj ovšem při 100 až 105 °C dochází ke změně krystalové struktury, která bývá někdy zaměňována za tání.
Při teplotách nad 140 °C se bronopol exotermně rozkládá na bromovodík a oxidy dusíku.

### Rozpustnost
Bronopol je dobře rozpustný ve vodě; rozpouštění je endotermní. Za pokojové teploty lze vytvořit vodné roztoky obsahující až 28 hmotnostních procent této látky.
Bronopol se špatně rozpouští v nepolárních rozpouštědlech, ale vykazuje dobrou rozpustnost v polárních organických rozpouštědlech.
| Rozpouštědlo     | hmotnostní % |
| ---------------- | ------------ |
| Voda             | 28           |
| Methanol         | 89           |
| Ethanol          | 56           |
| Isopropylalkohol | 41           |
| Kapalný parafín  | <0,5         |

### Rozdělovací koeficient
Studie rozpustnosti ukazují, že bronopol má mnohem větší afinitu k polárním prostředím než k nepolárním. V soustavách složených ze dvou fází se přednostně odděluje do polární (obvykle vodné) fáze.
| Kombinace rozpouštědel | Rozdělovací koeficient |
| ---------------------- | ---------------------- |
| hexanol/voda           | 0,74                   |
| kapalné alkany/voda    | 0,043                  |
| chloroform/voda        | 0.068                  |

### Stabilita ve vodných roztocích
Ve vodných roztocích je bronopol nejstálejší při kyselých až neutrálních pH. V zásaditých roztocích má na stabilitu velký vliv teplota.

### Rozklad
V silně zásaditém prostředí se bronopol rozkládá za vzniku malých množství formaldehydu, který nemá vliv na biologickou aktivitu bronopolu. Rozkladem se také vytvářejí bromidové a dusitanové anionty, bromnitroethanol a 2-hydroxymethyl-2-nitropropan-1,3-diol.

## Alergie

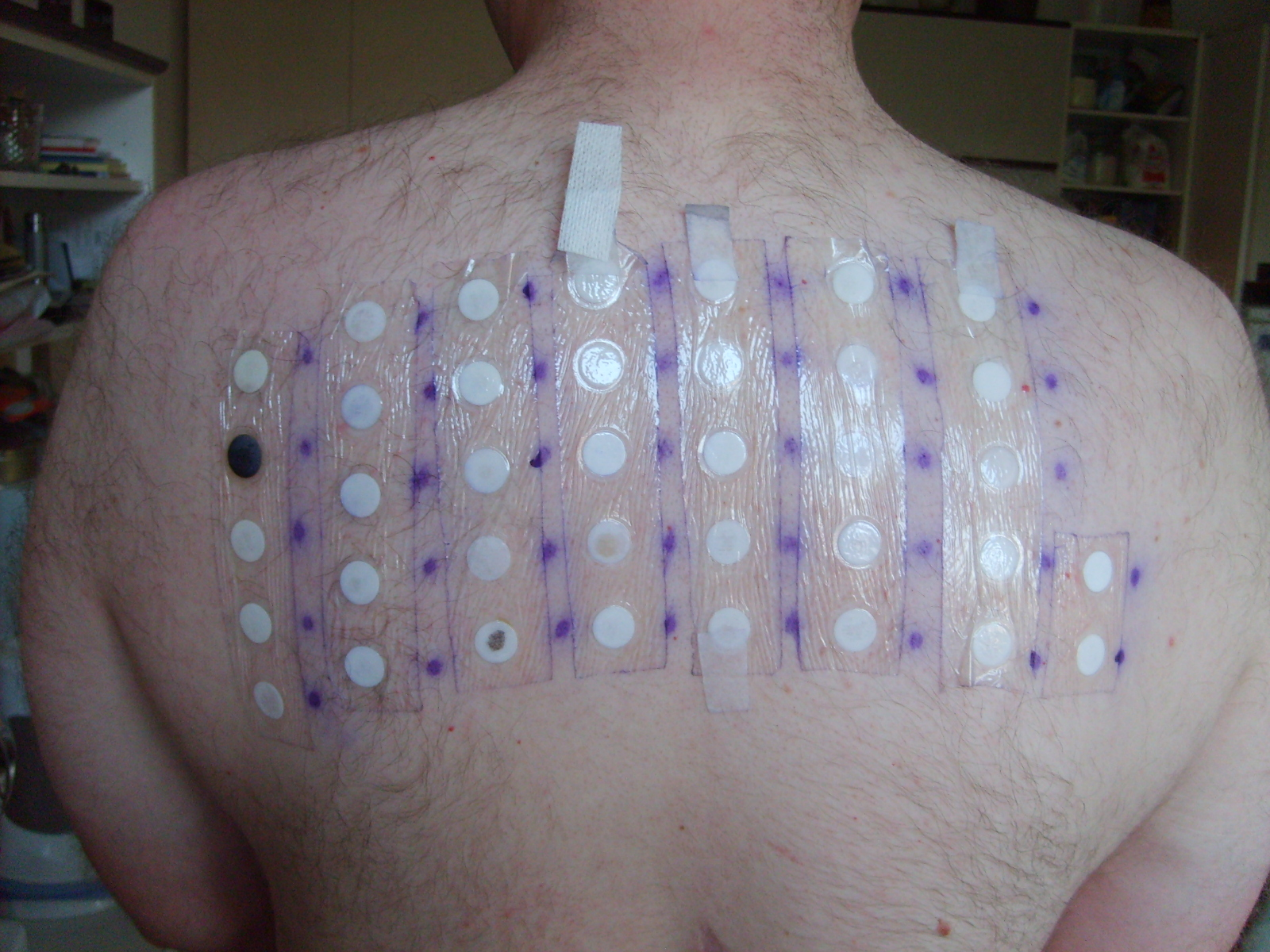
Epikutánní test na alergeny

V letech 2005–2006 byl 2-brom-2-nitropropan-1,3-diol 15. nejčastějším alergenem u lidí s kontaktní dermatitidou. Tato látka se používá jako náhrada formaldehydu, jako dezinfekce, a jako konzervant. Na kůži se dostává z výrobků pro osobní hygienu a z povrchových léčiv.